# Aeródromo de Jaruta
El Aeródromo de Jaruta (ruso: Аэродром Харута; ICAO: ; IATA: ) es una pequeña pista situada a unos 5 km al noroeste de Jaruta, que aunque se encuentra localizada en la república de Komi, administrativamente pertenece a Nenetsia, un distrito autónomo del óblast de Arjánguelsk, Rusia.
Las instalaciones son gestionadas por la compañía por acciones "Destacamento Aéreo de Narian-Mar" (ruso: ОАО "Нарьян-Марский объединенный авиаотряд"), anteriormente conocida como "Narian-Mar Airlines".

## Pista
El aeródromo de Jaruta consiste en una pequeña pistas de tierra en dirección 07/25 de 650x60 m. (2.133x197 pies).

## Aerolíneas y destinos
El Destacamento Aéreo de Narian Mar vuela regularmente a este aeródromo regional.